# Poartă AND
| INTRARE | INTRARE | IEȘIRE  |
| A       | B       | A AND B |
| 0       | 0       | 0       |
| 0       | 1       | 0       |
| 1       | 0       | 0       |
| 1       | 1       | 1       |

Poarta AND este o poartă logică digitală care implementează operația de conjuncție logică - se comportă conform tabelului de adevăr din dreapta. O ieșire cu nivel înalt de tensiune (1) rezultă doar dacă ambele intrări sunt cu nivel înalt (1). Dacă nici una sau doar o intrare este cu nivel înalt de tensiune, atunci ieșirea este cu nivel jos (0).

## Simboluri
Există două simboluri pentru porțile AND: simbolul 'militar' și simbolul dreptunghiular. Mai sunt numite și simbolul american, respectiv britanic.
Pentru mai multe informații, vezi simbolurile porților logice.

Simbol militar
Simbol dreptunghiular

## Descriere hardware și așezarea pinilor

Diagrama aranjamentului porţilor AND într-un circuit integrat CMOS 4081 standard.

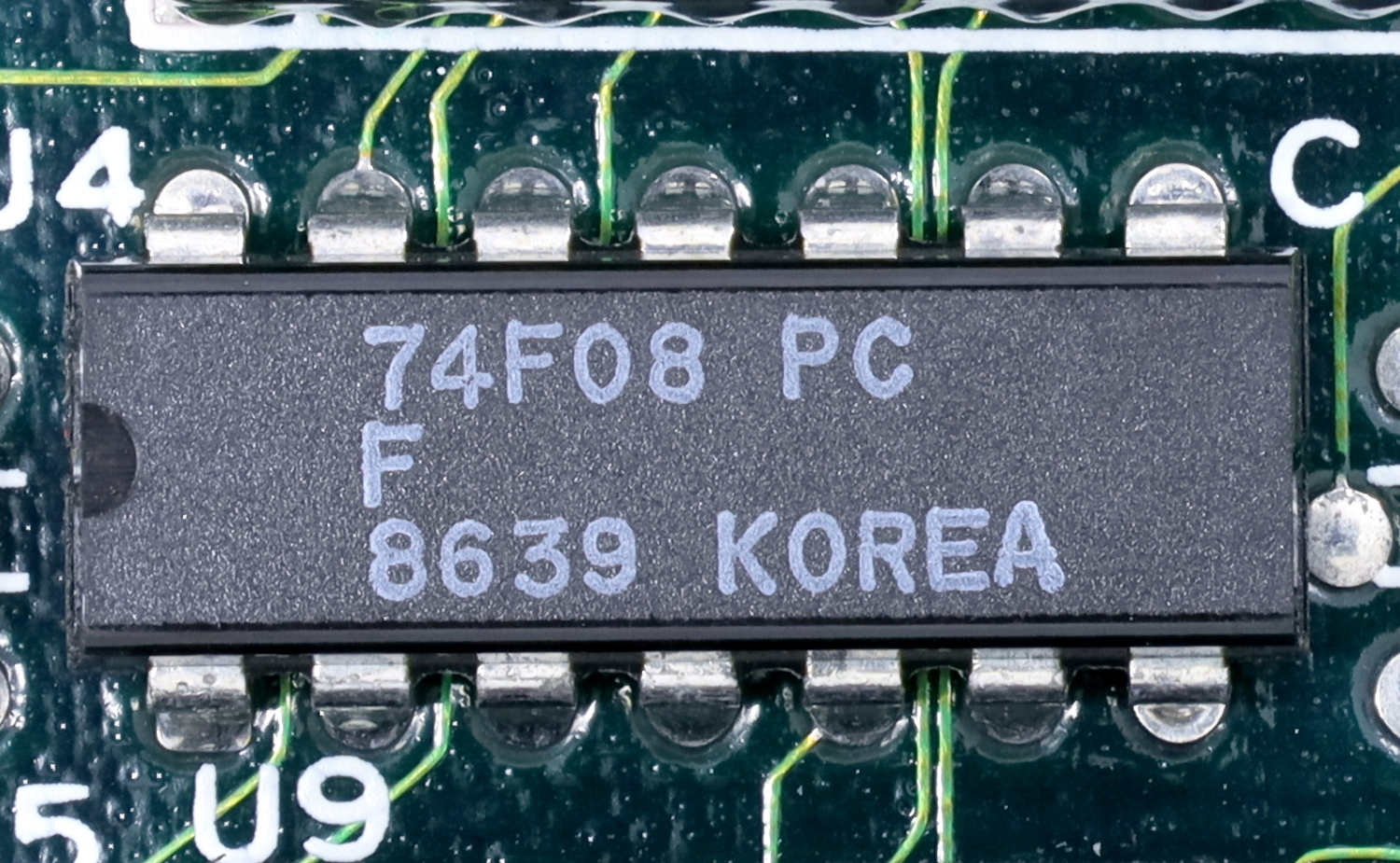
Circuit integrat 74F08 TTL seria rapidă.

Porțile AND sunt porți logice de bază, și de aceea sunt recunoscute în TTL și circuitele integrate CMOS. Circuitul integrat standard, seria 4000, CMOS este 4081, care include patru porți independente cu două intrări.
Varianta pentru circuitele TTL este seria 7408. 
Acesta este disponibil la majoritatea producătorilor de semiconductoare precum Philips, Fairchild. Este de obicei disponibil în ambele formate, DIL și SOIC.
Ca și poarta AND standard cu două intrări, există disponibile și porți AND standard cu trei, patru sau opt intrări:
- CMOS:
  - 4073: Poartă AND triplă cu 3 intrări
  - 4082: Poartă AND duală cu 4 intrări
  - Există o poartă NAND cu opt intrări (4068), și aceasta este ușor transformată într-o poartă AND cu opt intrări prin inversarea ieșirii.

- TTL:
  - 74LS08: Poarta AND (patru porți pe CI) cu 2 intrări - varianta Schottky de putere mică
  - 74HC08: Poarta AND (patru porți pe CI) cu 2 intrări - varianta de viteză mare, tehnologie CMOS, ce prezintă un curent consumat mai mic și o gamă mai mare de tensiuni de alimentare
  - 74F08: Poarta AND (patru porți pe CI) cu 2 intrări – varianta TTL fast,cu timpi de comutare mai mici

## Implementări
O poartă AND este de obicei creată folosind MOSFET NMOS sau PMOS, așa cum se arată în schemele de mai jos. Intrările digitale a și b produc ieșirea F, care are aceeași valoare ca și funcția AND.

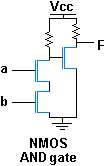

### Alternative

Poartă AND consturită folosind doar porţi NAND

Dacă nu există porți AND disponibile, ele pot fi făcute din porți NAND sau NOR, deoarece acestea două sunt considerate "porți universale"

care pot fi utilizate în crearea tuturor celorlalte porți. Configurația alăturată ilustrează metoda de utilizare a porților NAND pentru a imita efectul porții AND.